# Havariekommissar
Havariekommissar (englisch: surveyor) ist eine gesetzlich nicht geschützte Berufsbezeichnung für einen Sachverständigen für Transport- und Güterschäden.
Ein Havariekommissar ist ein neutraler Spezialist im Dienste der Versicherungswirtschaft, des Handels sowie der Lager- und Transportmitteleigentümer. Seine Aufgabe ist es, bei behaupteten oder tatsächlichen Mängeln den Schaden an Gütern und Sachen zu bewerten und ihn dem Grunde und der Höhe nach festzustellen. Der Einsatz erfolgt überwiegend durch Versicherer, Transportversicherer und Versicherungsmakler, die Eigentümer der Transportmittel oder transportierten Werte, im Schiffsverkehr von der Bundesstelle für Seeunfalluntersuchung – im Flugverkehr von der Bundesstelle für Flugunfalluntersuchung – aber auch durch die Frachtführer selbst.
Der Sachverstand bezieht sich auf die zu begutachtenden Werte. Es ist nicht unüblich, im Schiffsverkehr Kapitäne a. D. in der Luftfahrt Piloten a. D. als Sachverständige einzusetzen oder bei sonstigen Transporten oder Lagerschäden Spezialisten aus den Branchen der beschädigten Güterarten zu beauftragen (Maschinenbau, Nahrungsmittel, Kunstgegenstände etc.). Bei Transportschäden tritt die Detailkenntnis zum Beispiel spezieller Maschinen- oder Anlagefunktionen hinter einer umfassenden Kenntnis der Transportgefahren für diese Güter, der Schadbildausprägung und der Bewertung der Gesamtumstände des Schadensfalles zurück.
Der Havariekommissar ist für eine differenzierte Dokumentation des Schadensbildes, des Schadenumfangs und seiner wahrscheinlichen Ursache sowie zur Unterstützung der Schadensminderung und ggf. Bergung des Ladegutes zuständig. Sein Wissen ist gefragt, um in Kenntnis denkbarer Gefahren für die Ladung schon im Vorwege die Entstehung von Schäden durch Beratung der Beteiligten zu vermeiden (englisch: Loss Prevention). Sein Havariebericht (Schadensgutachten) ist häufig das entscheidende Dokument zur Ermittlung von Leistungs- oder Schadenersatzpflichten, ersetzt aber nicht die Dispache eines amtlich bestellten Dispacheurs.
Havariekommissare sind weltweit vertreten. Es haben sich Havariekommissariate mit Sitz in den meisten Industrie- und Handelsländern gebildet, die einen schnellen und spezialisierten Einsatz gewährleisten.